# Ахмад, Рамли
Рамли Ахмад (англ. Ramli Ahmad; 12 октября 1956, Лабуан — 16 ноября 2002, Лабуан) — малайзийский легкоатлет, выступавший в беге на короткие дистанции. Участник летних Олимпийских игр 1976 года.

## Биография
Рамли Ахмад родился 12 октября 1956 года в малайском городе Лабуан (сейчас в Малайзии).
Работал в авиакомпании Malaysia Airlines.
В 1970-е годы был ведущим спринтером Малайзии.
В 1976 году вошёл в состав сборной Малайзии на летних Олимпийских играх в Монреале. В беге на 100 метров занял в забеге 1/8 финала последнее, 6-е место с результатом 10,98 секунды, уступив 0,27 секунды попавшему в четвертьфинал с 3-го места Анату Ратанаполу из Таиланда. В беге на 200 метров занял в забеге 1/8 финала последнее, 5-е место с результатом 21,92, уступив 0,32 секунды попавшему в четвертьфинал с 4-го места Сэмми Монселсу из Суринама.
В том же году установил рекорд Малайзии в беге на 200 метров — 20,7 секунды.
Умер 16 ноября 2002 года в Лабуане от инсульта, полученного во время пробежки.

## Личные рекорды
- Бег на 100 метров — 10,3 (1975)[1]
- Бег на 200 метров — 20,7 (29 мая 1976, Медан)[1]